# Якунина, Валентина Степановна
Валентина Степановна Якунина (род. 23 февраля 1957, Котельниково) — советская актриса театра и кино.

## Биография
Родилась в 1957 году в городе Котельниково Волгоградской области. Из бедной семьи, отец скоро умер, мать работала уборщицей.
В 1979 году окончила актёрский факультет ГИТИСа.
В 1980—1983 годах — актриса Московского Театра им. Маяковского.
В 1983—1986 — во МХАТе им. М. Горького, куда была приглашена его новым худруком Олегом Ефремовым.
На сцене театра исполняла роли: Валентина («Валентин и Валентина», М. Рощин), Констанция Вебер («Амадей», П. Шеффер), но наибольшее внимание привлекла роль Софьи Александровны (Сони) в спектакле по пьесе А. П. Чехова «Дядя Ваня»:

Молодая актриса Валентина Якунина не боится быть некрасивой, неприятной. В её Соне гордость и независимость работящих женщин, живущих по правилам . … Якунина начинает медленно, в бытовой манере, с единственной целью успокоить дядю Ваню, что совсем пал духом. Она не покидает действие, она ещё не знает, какова будет следующая её фраза, но воодушевляется своей миссией, своим состоянием, придумывает дальше и оказывается во власти экзальтации и поэзии. Успех молодой актрисы!— журнал «Театральная жизнь», 1985
В кино дебютировала ещё на первом курсе института в не указанном в титрах эпизоде в фильме «Строговы» (1976), широкая известность актрисе пришла благодаря ролям в комедии «Шофёр на один рейс» и драме «Васса» (1982), в последней она сыграла Рашель Топаз, антипода главной героини, исполнение роли было высоко отмечено критикой:

Что касается Рашели, то актриса Валентина Якунина нашла чистые краски для передачи святой веры своей молодой героини в правоту революции. … есть в ней что-то от романтичной курсистки…— Изабелла Дубровина. В русле горьковского миропонимания // Искусство кино. — 1983. — № 11. — С. 20—31.
Затем последовали ещё ряд ролей в кино, но из театра ушла — в середине 1980-х познакомилась с британским режиссёром Ричардом Дентоном, который на волне «перестройки» приехал в Советский Союз для съёмок серии документальных фильмов. В 1986 году вышла за него замуж, уехала в Англию. Спустя два года родила двоих детей.
В Англии сыграла в спектакле Королевского шекспировского театра «Ричард II» королеву Изабеллу, снималась в ролях британских телесериалов.
В 1992 году развелась с мужем, суд оставил детей за отцом.
Её не приглашали ни в театр, ни в кино. В 1995-м сыграла последний спектакль и больше не выходила на сцену.
В кино снялась лишь в двух фильмах, незнание языка не давало возможность получить роли.
Работала продавцом в магазине посуды. Развод, расставание с детьми, отпадение всех друзей, конец актёрской работы привели к нервному срыву, получила инвалидность.
Живёт в Лондоне в социальной квартире на пособие по нетрудоспособности. Её дочь Александра стала певицей и выступает под псевдонимом Shura.

## Фильмография
- 1976 — Строговы — горничная Аграфены Ивановны (нет в титрах)
- 1981 — Шофёр на один рейс — Валя, музыкант-дирижер
- 1982 — Васса — Рашель Моисеевна Топаз, невестка Вассы, мать Коли, эмигрантка-революционерка
- 1983 — Компаньоны — Кэт
- 1983 — Цена возврата — Марина
- 1988 — Жизнь Клима Самгина — Лидия Варавка
- 1991 — Сократ — Феодота, гетера
- 1996 — Прожить жизнь с Пикассо / Surviving Picasso (США) — Лидия
- 1996 — Миссия невыполнима / Mission: Impossible (США) — агент МВФ